# ATV/EPTV

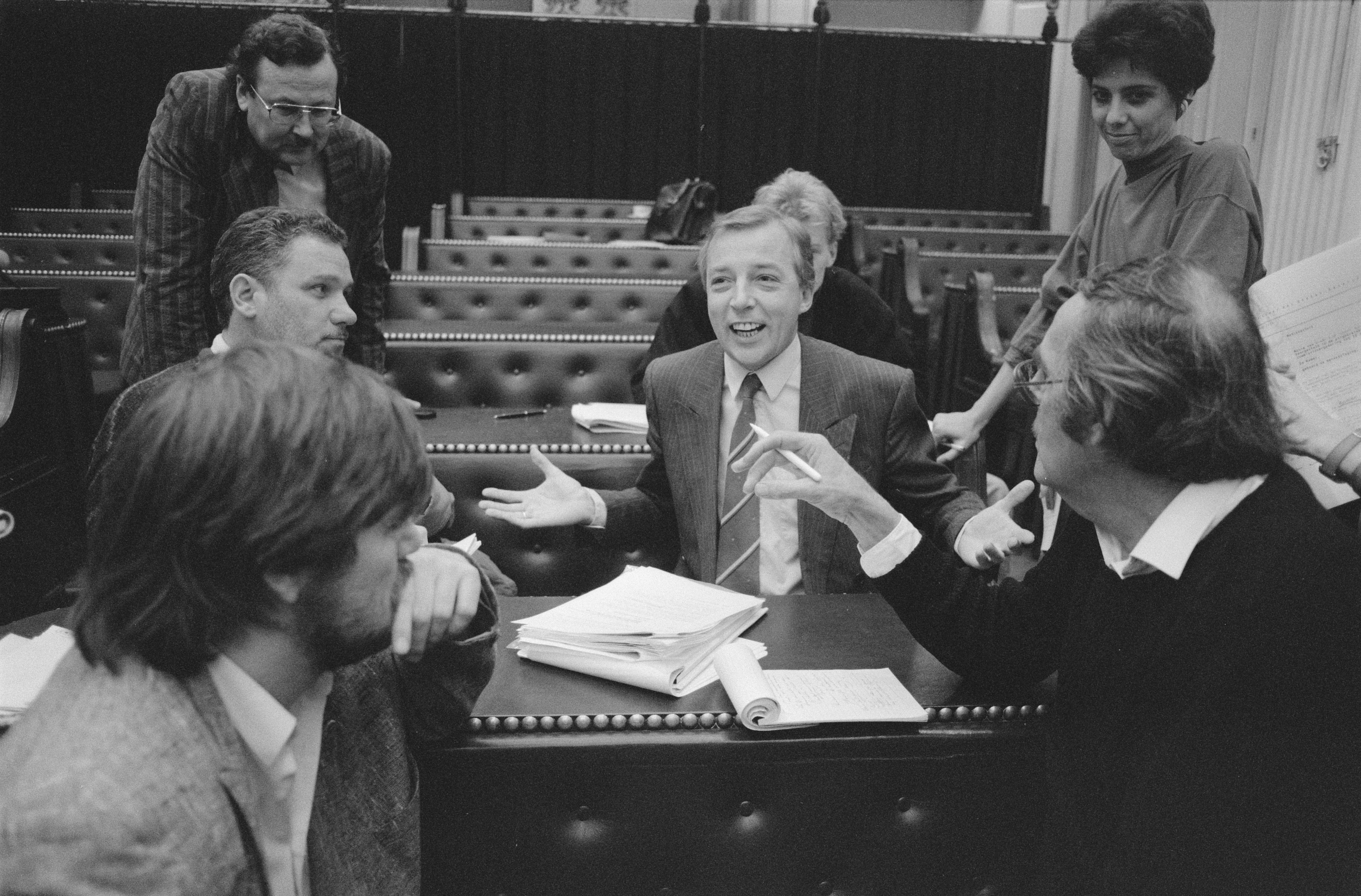
Uitgebreide commissievergadering (UCV) in de Tweede Kamer over het mediabeleid en specifiek ATV/EPTV op 14 april 1989

ATV/EPTV was een poging voor een commerciële televisiezender in Nederland. Het initiatief liep tussen 18 november 1987 en 22 mei 1989 en bestond uit de omroepen AVRO, TROS en Veronica en de uitgevers Elsevier, Perscombinatie, Telegraaf en VNU, waarvan de eerste letters de afkorting vormden.

## Geschiedenis
In het regeerakkoord '86 bij de vorming van het kabinet-Lubbers II in 1986 was in een vierregelige paragraaf de mogelijkheid opgenomen dat twee of meer omroepen uit het publieke bestel konden treden op voorwaarde dat hierbij samengewerkt werd met uitgevers. Hierdoor zou een duaal stelsel van publieke omroep en commerciële zenders kunnen ontstaan. Op 18 november 1987 kondigde Perscombinatie oriënterende gesprekken aan tussen AVRO, TROS, Veronica en Elsevier, Percombinatie, Telegraaf en VNU over de mogelijkheden en voorwaarden waaraan voldaan moest worden om een commerciële omroep te starten. Een maand eerder was een onderzoek van McKinsey in opdracht van TROS, Perscombinatie, Telegraaf en NDU gepubliceerd waaruit naar voren kwam dat commerciële televisie haalbaar was als de programmering niet te ambitieus zou zijn (qua kosten). Bij de betrokken partijen was al vanaf de start verdeeldheid over (de haalbaarheid van) het initiatief. Op 1 januari 1988 ging de Mediawet in waarin de mogelijke vorming van commerciële televisie geregeld werd. 
Begin 1989 bleek de formulering in het regeerakkoord te summier en de betrokken partijen vroegen het kabinet om met duidelijke voorwaarden te komen. Op 13 februari 1989 werd een intentieverklaring tussen de betrokken partijen en de Bond van Adverteerders (BvA) en de Nederlandse Vereniging van Erkende Reclame-Adviesbureaus (VEA) over de opzet van de programmering en reclameboodschappen op commerciële televisie en radio onder de naam ATV/EPTV. In maart 1989 kwam het kabinet met een opzet voor de voorwaarden waarbij er verschillende scenario's waren. Een hiervan was dat Nederland 2 ingevuld zou worden als commerciële zender. Naast financiële onzekerheid bleef ook samenwerking tussen omroepen en uitgevers een punt van discussie en ook de positie van STER was een twistpunt. In april gaf Veronica als eerste aan er geen toekomst meer in te zien en ook bij andere partijen was er grote twijfel. Op 22 mei 1989 staakte de combinatie de samenwerking en werd ATV/EPTV opgeheven. De betrokken partijen hadden hier allen hun eigen redenen voor maar spraken wel van een goede samenwerking. Binnen de politiek gaven verschillende partijen elkaar de schuld van de mislukking van ATV/EPTV. De VVD was van meet af aan een voorstander, net als verantwoordelijk minister Elco Brinkman (VWS). Zijn partij het CDA ging er echter vanuit dat de voorwaarden een commerciële zender wel zouden tegenhouden.
TROS ging na het staken van ATV/EPTV verder samenwerken met Joop van den Ende die in oktober 1989 zijn initiatief TV10 zag stranden op de Nederlandse regelgeving. Veronica gaf al vanaf begin 1989 steun aan Radio Téle Véronique dat in oktober 1989 als RTL-Véronique een commerciële zender lanceerde via een Luxemburgse uitzendlicentie en hiermee de Nederlandse regelgeving omzeilde.